# Anastassia Baríxnikova
Anastassia Vladímirovna Baríxnikova –en rus, Анастасия Владимировна Барышникова– (Txeliàbinsk, 19 de desembre de 1990) és una esportista russa que competeix en taekwondo.
Va participar en els Jocs Olímpics de Londres 2012, obtenint una medalla de bronze en la categoria de –67 kg. En els Jocs Europeus de Bakú 2015 va aconseguir una medalla d'or en la categoria de –67 kg.
Va guanyar dues medalles de bronze en el Campionat Mundial de Taekwondo, en els anys 2009 i 2011, i tres medalles d'or en el Campionat Europeu de Taekwondo entre els anys 2010 i 2014.

## Palmarès internacional
| Jocs Olímpics     | Jocs Olímpics             | Jocs Olímpics | Jocs Olímpics |
| Any               | Lloc                      | Medalla       | Categoria     |
| ----------------- | ------------------------- | ------------- | ------------- |
| 2012              | Londres ( Regne Unit)     | 3             | –67 kg        |
| Campionat Mundial |                           |               |               |
| Any               | Lloc                      | Medalla       | Categoria     |
| 2009              | Copenhaguen ( Dinamarca)  | 3             | –73 kg        |
| 2011              | Gyeongju ( Corea del Sud) | 3             | –73 kg        |
| Jocs Europeus     |                           |               |               |
| Any               | Lloc                      | Medalla       | Categoria     |
| 2015              | Bakú ( Azerbaidjan)       | 1             | –67 kg        |
| Campionat Europeu |                           |               |               |
| Any               | Lloc                      | Medalla       | Categoria     |
| 2010              | Sant Petersburg ( Rússia) | 1             | –73 kg        |
| 2012              | Manchester ( Regne Unit)  | 1             | –73 kg        |
| 2014              | Bakú ( Azerbaidjan)       | 1             | –67 kg        |